# Tom Fontana
Tom Fontana (Buffalo, 12 september 1951) is een Amerikaans schrijver en televisieproducent.

## Carrière
Fonta was schrijver/producent van series als Oz, The Beat, St. Elsewhere en The Philanthropist. 
 Hij studeerde aan de Cathedral School, Cantisius High School en het Buffalo State College. Hij werkte bij het Studio Arena Theater in Buffalo, waar hij verschillende taken uitvoerde. In 1973 verhuisde Fontana naar New York.
Fontana begon met het schrijven van toneelstukken toen hij negen jaar oud was. Deze toneelstukken werden dan door zijn vrienden opgevoerd en vastgelegd met een recorder. Een van deze toneelstukken werden later opgevoerd toen hij studeerde aan het Buffalo State College. Zijn debuut als acteur was in een toneelstuk geschreven door George Bernard Shaw genaamd Saint Joan. Fontana's werk als toneelschrijver heeft hem nooit veel geld in het laatje gebracht. Het was tijdens het werken op het Williamstown Theater Festival in de vroege jaren 80 dat hij de gelegenheid kreeg om te schrijven voor televisie - een aanbod afkomstig van Bruce Paltrow, die een televisieserie lanceerde op NBC genaamd St. Elsewhere.
Fontana heeft baanbrekende tv-series als St. Elsewhere geschreven en geproduceerd waarvoor hij onder andere drie Emmy Awards, vier Peabody Awards, drie Writers 'Guild Awards, vier Televisie Critics Association Awards, één Cable Ace Award, een Humanitas Prize, een Edgar Allan Poe Award, en de eerste prijs op het Cinema Tout Ecran Festival in Zwitserland.
Fontana schreef de film Strip Search, geregisseerd door Sidney Lumet, voor de zender HBO. Hij was de uitvoerend producent van American Tragedy voor CBS, Shot in the Heart voor HBO, de onafhankelijke film Jean en de documentaire The Press Secretary voor PBS.
Fontana is de maker van een komende historische dramaserie, genaamd Borgia. Deze wordt uitgezonden in 2011 op het Franse betaal-tv-kanaal Canal+. De serie zal vertellen over de familie Borgie aan de macht en de daaropvolgende overheersing van het Vaticaan tijdens de Renaissance.
Volgens zijn website, is Fontana niet in het bezit van een computer en schrijft hij al zijn scripts voluit op een geel notitieblok.

## Persoonlijk
Fontana groeide op in een katholieke familie. Hij woont in New York in een gebouw dat vroeger deel uitmaakte van de New York Public Library.
Fontana heeft artikelen geschreven voor tijdschriften en kranten als The New York Times en Esquire. Hij doceerde aan enkele universiteiten als Columbia-universiteit en Universiteit van Syracuse.